# Deutsche Meisterschaften in der Nordischen Kombination 2024

Deutscher Skiverband

Die Deutschen Meisterschaften in der Nordischen Kombination 2024 fanden am 12. und 13. Oktober 2024 in den thüringischen Städten Oberhof und Zella-Mehlis statt. Der Deutsche Skiverband richtete die Meisterschaften gemeinsam mit dem Thüringer Skiverband aus. Der Skiclub Steinbach-Hallenberg organisierte die Wettkämpfe mit Unterstützung des SC Motor Zella-Mehlis und des WSV Schmiedefeld. Die Sprungwettbewerbe wurden auf der Schanzenanlage im Kanzlersgrund abgehalten. Dort sprangen die Athleten von der Hans-Renner-Schanze (HS 140) und der Rennsteigschanze (HS 100). Die Schanzen waren mit Matten belegt und mit einer Eisspur ausgestattet. Die Laufdurchgänge fanden im Stadtzentrum von Zella-Mehlis statt. DSV-Bundestrainer waren Eric Frenzel und Florian Aichinger, Wettkampfleiter war Matthias Menz.
David Mach vom TSV Buchenberg (Bayerischer Skiverband) gewann seinen ersten Meistertitel im Gundersen-Wettkampf der Männer. Bei den Frauen  siegte zum dritten Mal Jenny Nowak vom SC Sohland (Sächsischer Skiverband). Gemeinsam mit Wendelin Thannheimer war Mach auch beim Teamsprint erfolgreich. Das Baden-Württemberger Duo aus Svenja Würth und Nathalie Armbruster sicherte sich ebenfalls den Titel.

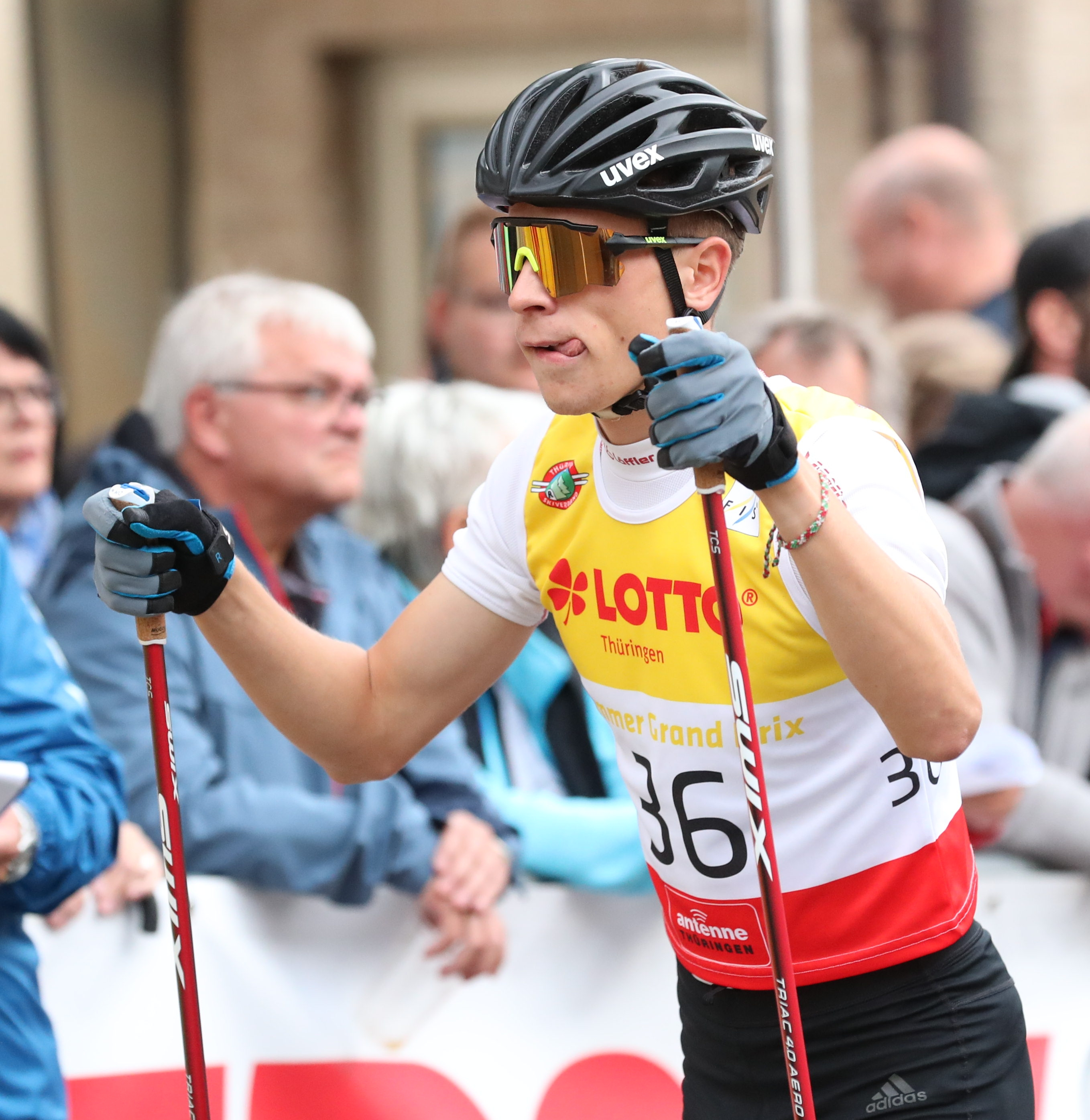
David Mach
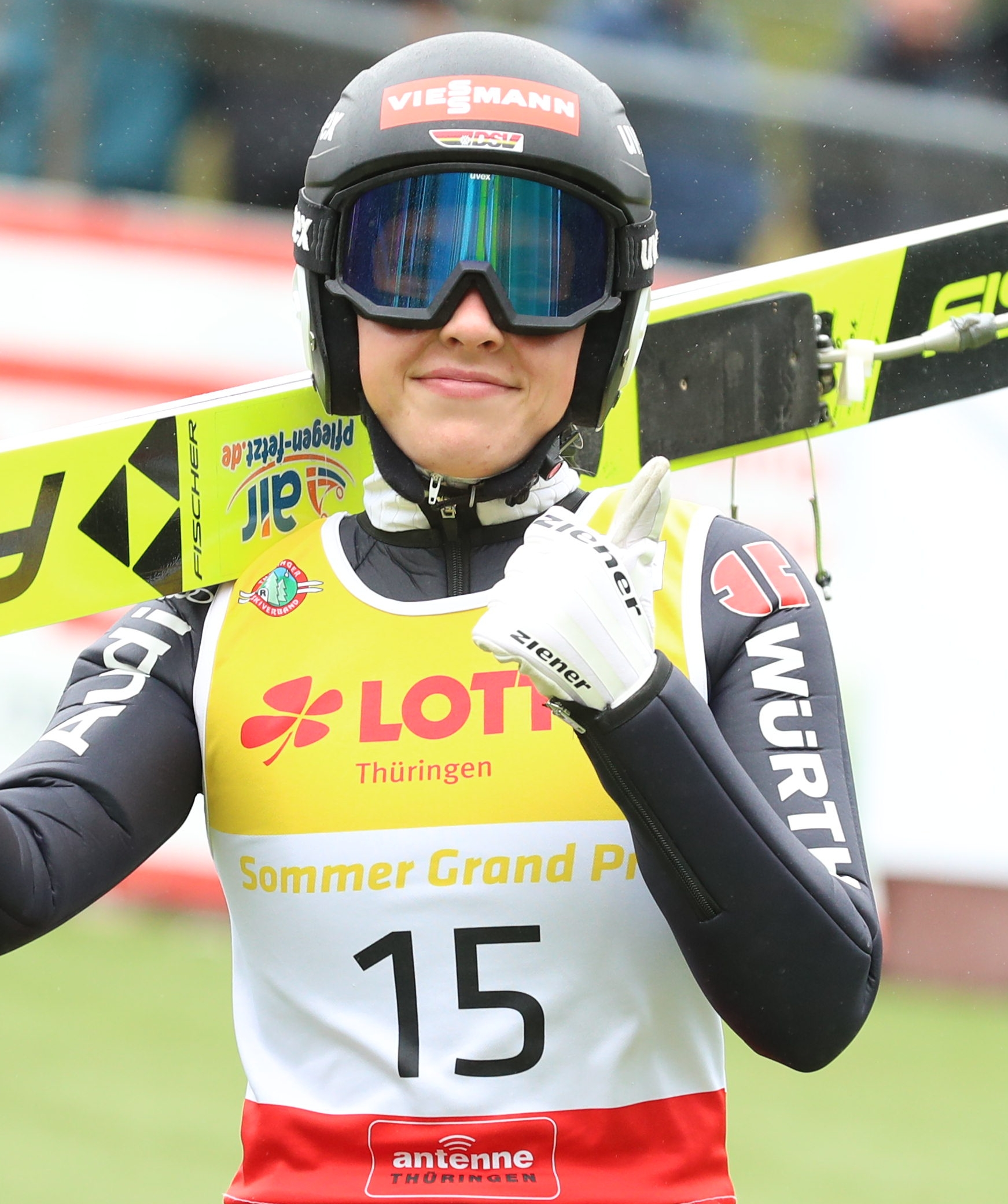
Jenny Nowak

## Frauen

### Einzel
Der Wettbewerb der Frauen fand am Samstag, 12. Oktober 2024, in der Gundersen-Methode statt. Gesprungen wurde von der Normalschanze. Die beste Sprungleistung zeigte Jenny Nowak, obwohl Svenja Würth mit 100,5 Metern den Frauen-Sommerrekord von Katharina Schmid eingestellt hatte: Aufgrund der großen Weite ist Würth keine Telemark-Landung gelungen, Punktabzüge waren die Folge. Nathalie Armbruster war die schnellste Frau auf der Loipe. Es kamen alle 20 Athletinnen ins Ziel.
| Platz | Name                | Verein             | Sprungpunkte | Laufzeit | Rückstand |
| ----- | ------------------- | ------------------ | ------------ | -------- | --------- |
| 01.   | Jenny Nowak         | SC Sohland         | 117,5        | 14:24,4  |           |
| 02.   | Nathalie Armbruster | SV-SZ Kniebis 1928 | 106,2        | 13:41,4  | +0:02,0   |
| 03.   | Svenja Würth        | SV Baiersbronn     | 116,0        | 15:00,9  | +0:42,5   |
| 04.   | Trine Göpfert       | WSV Reit im Winkl  | 108,7        | 15:36,1  | +1:46,7   |
| 05.   | Cindy Haasch        | TSG Ruhla          | 093,7        | 14:41,7  | +1:52,3   |
| 06.   | Maria Gerboth       | WSV Schmiedefeld   | 104,8        | 16:02,0  | +2:28,6   |
| 07.   | Anne Häckel         | VSC Klingenthal    | 097,0        | 15:41,9  | +2:39,5   |
| 08.   | Marie Naehring      | SK Winterberg      | 061,8        | 14:03,0  | +3:21,6   |
| 09.   | Ronja Loh           | VSC Klingenthal    | 083,1        | 16:00,3  | +3:53,9   |
| 10.   | Sophia Maurus       | TSV Buchenberg     | 070,4        | 15:30,0  | +4:13,6   |

### Teamsprint
Der Teamsprint von der Normalschanze und über neun Kilometer fand am Sonntag, 13. Oktober 2024, statt. Aufgrund böiger und wechselnder Windverhältnisse sagte die Jury das Springen ab und zog das Ergebnis des provisorischen Wertungsdurchgangs vom Vortag heran. Das Duo aus Svenja Würth und Nathalie Armbruster ging als Dritte auf die Loipe. Dort übernahm es schnell die Führung und sicherte sich den ersten Meistertitel im Teamsprint der Frauen für Baden-Württemberg. Es gingen zehn Teams an den Start. Alle kamen in die Wertung.
| Platz | Team                    | Namen                            | Sprungpunkte | Laufzeit | Rückstand |
| ----- | ----------------------- | -------------------------------- | ------------ | -------- | --------- |
| 01.   | Baden-Württemberg (SBW) | Svenja Würth Nathalie Armbruster | 217,6        | 20:57,6  |           |
| 02.   | Sachsen (SVSAC) I       | Ronja Loh Jenny Nowak            | 221,7        | 21:32,0  | +0:28,4   |
| 03.   | Thüringen (TSV)         | Maria Gerboth Cindy Haasch       | 221,8        | 21:33,4  | +0:29,8   |
| 04.   | Bayern (BSV) I          | Trine Göpfert Sofia Eggensberger | 171,6        | 21:47,4  | +1:50,8   |
| 05.   | Bayern (BSV) II         | Sophia Maurus Magdalena Burger   | 164,1        | 21:45,9  | +1:59,3   |

### Juniorinnen
Der Einzelwettbewerb der Juniorinnen fand am Samstag, 12. Oktober 2024, in der Gundersen-Methode (HS 100/5 km) statt und war in jenem der Frauen integriert. Nathalie Armbruster verteidigte ihren Titel als Deutsche Juniorenmeisterin.
| Platz | Name                | Verein             | Sprungpunkte | Laufzeit | Rückstand |
| ----- | ------------------- | ------------------ | ------------ | -------- | --------- |
| 01.   | Nathalie Armbruster | SV-SZ Kniebis 1928 | 106,2        | 13:41,4  |           |
| 02.   | Trine Göpfert       | WSV Reit im Winkl  | 108,7        | 15:36,1  | +1:44,7   |
| 03.   | Anne Häckel         | VSC Klingenthal    | 097,0        | 15:41,9  | +2:37,5   |

## Männer

### Einzel
Der Einzelwettbewerb fand am Samstag, 12. Oktober 2024, in der Gundersen-Methode (HS 140/10 km) statt. Deutscher Meister wurde David Mach, der zuvor bei der Landung eines Trainingssprungs gestürzt war. Als Gaststarter nahmen die Tschechen Jiří Konvalinka, Jan Vytrval und Lukáš Doležal teil. Sie liefen außer Wertung.
| Platz | Name                 | Verein                | Sprungpunkte | Laufzeit | Rückstand |
| ----- | -------------------- | --------------------- | ------------ | -------- | --------- |
| 01.   | David Mach           | TSV Buchenberg        | 143,6        | 23:06,2  |           |
| 02.   | Terence Weber        | SSV Geyer             | 136,1        | 23:47,5  | +1:11,3   |
| 03.   | Wendelin Thannheimer | SC Oberstdorf         | 118,9        | 23:02,8  | +1:35,6   |
| 04.   | Jakob Lange          | WSV Kiefersfelden     | 113,6        | 22:42,1  | +1:35,9   |
| 05.   | Manuel Faißt         | SV Baiersbronn        | 117,9        | 23:03,7  | +1:40,5   |
| 06.   | Jan Andersen         | SC Königsbronn        | 119,3        | 23:28,4  | +1:59,2   |
| 07.   | Jonathan Gräbert     | WSV Oberaudorf        | 126,1        | 23:58,7  | +2:02,5   |
| 08.   | Richard Stenzel      | SC Motor Zella-Mehlis | 123,7        | 24:05,5  | +2:19,3   |
| 09.   | Julian Schmid        | SC Oberstdorf         | 103,1        | 23:19,6  | +2:55,4   |
| 10.   | Felix Brieden        | WSV Oberaudorf        | 119,8        | 24:55,6  | +3:24,4   |

### Teamsprint
Der Teamsprint wurde am Sonntag, 13. Oktober (HS 100/10 × 1,5 km) ausgetragen. Es waren 20 Teams gemeldet, 19 kamen in die Wertung.
| Platz | Team                      | Namen                           | Sprungpunkte | Laufzeit | Rückstand |
| ----- | ------------------------- | ------------------------------- | ------------ | -------- | --------- |
| 01.   | Bayern (BSV) I            | Wendelin Thannheimer David Mach | 387,3        | 28:36,2  |           |
| 02.   | Baden-Württemberg (SBW) I | Jan Andersen Manuel Faißt       | 368,4        | 28:39,2  | +0:28,0   |
| 03.   | Bayern (BSV) II           | Jakob Lange Julian Schmid       | 329,2        | 28:21,5  | +1:02,3   |
| 04.   | Sachsen (SVSAC) I         | Nick Schönfeld Terence Weber    | 332,7        | 29:26,4  | +2:03,2   |
| 05.   | Bayern (BSV) IV           | Jonathan Gräbert Lucas Mach     | 322,5        | 30:09,9  | +2:59,7   |

### Junioren
Der Einzelwettbewerb fand am Samstag, 12. Oktober 2024, in der Gundersen-Methode (HS 140/10 km) statt. Er war in jenem der Männer integriert. Deutscher Juniorenmeister wurde Jonathan Gräbert.
| Platz | Name             | Verein                | Sprungpunkte | Laufzeit | Rückstand |
| ----- | ---------------- | --------------------- | ------------ | -------- | --------- |
| 01.   | Jonathan Gräbert | WSV Oberaudorf        | 126,1        | 23:58,7  |           |
| 02.   | Richard Stenzel  | SC Motor Zella-Mehlis | 123,7        | 24:05,5  | +0:16,8   |
| 03.   | Felix Brieden    | WSV Oberaudorf        | 119,8        | 24:55,6  | +1:21,9   |